# Iggy Brazdeikis
Ignas "Iggy" Brazdeikis, né le 8 janvier 1999 à Kaunas en Lituanie, est un joueur lituano-canadien de basket-ball. Il évolue au poste d'ailier et mesure 1,98 m.

## Biographie
Le 13 avril 2018, il est invité à participer au Nike Hoop Summit et termine la rencontre avec 9 points, 4 rebonds et 3 passes décisives en 12:16 minutes de jeu dans la victoire de la World team 89 à 76 contre la sélection américaine.

### Carrière universitaire
En novembre 2018, il entre à l'université du Michigan en provenance du lycée Orangeville Prep à Mono (en), en Ontario où il joue pour les Wolverines du Michigan.
Le 6 novembre 2018, pour son premier match avec les Wolverines, Brazdeikis marque 12 points et contribue à la victoire des siens 63 à 44 contre les Spartans de Norfolk State, qui symbolise également la 800e victoire en carrière de son entraîneur John Beilein. Le 10 novembre, pour son second match, durant la victoire 56 à 37 contre les Crusaders d'Holy Cross, Brazdeikis marque 19 points dont 15 points sur les cinq premières minutes de la deuxième mi-temps auxquels il ajoute sept rebonds.
Pour sa première année universitaire, Brazdeikis a des moyennes de 14,8 points et 5,4 rebonds par match.
Le 9 avril 2019, il annonce sa candidature à la draft 2019 de la NBA.

### Carrière professionnelle
Brazdeikis est choisi en 47e position par les Kings de Sacramento lors de la draft. Il est envoyé aux Knicks de New York dans un échange.
Le 25 mars 2021, il est transféré aux 76ers de Philadelphie. Le 8 avril 2021, il est coupé et devient agent libre.
Le 2 mai 2021, il s'engage pour 10 jours avec le Magic d'Orlando. Puis, le 12 mai, Brazdeikies signe un contrat jusqu'à la fin de la saison avec le Magic.
Le 11 août 2021, il se réengage avec le Magic d'Orlando, cette fois-ci sous la forme d'un contrat two-way.
En juillet 2022, Ignas Brazdeikis quitte les États-Unis et rejoint pour une saison, avec une saison supplémentaire en option, le Žalgiris Kaunas, club lituanien participant à l'Euroligue,.
Le 24 septembre 2023, il signe un contrat de trois ans avec l'Olympiakós.
En juillet 2024, il quitte l'Olympiakós pour revenir au Žalgiris Kaunas.

### Sélection nationale
Brazdeikis remporte la médaille d'argent avec l'équipe du Canada lors du championnat des Amériques U16 en 2015. Il y a des moyennes de 9,2 points et 7,2 rebonds par match.
Il participe également au championnat du monde U17 en 2016 où il a des moyennes de 14,7 points et 6,9 rebonds par match.
Il joue avec l'équipe de Lituanie depuis 2022.

## Palmarès

### Distinctions personnelles
- AP Honorable mention All-American (2019)
- Big Ten Freshman of the Year (2019)
- Second-team All-Big Ten (2019)
- Big Ten All-Freshman team (2019)
- Nike Hoops Summit (2018)

## Statistiques

### Universitaires
| Saison    | Équipe   | Matchs | Titul. | Min./m | % Tir | % 3pts | % LF | Rbds/m. | Pass/m. | Int/m. | Ctr/m. | Pts/m. |
| --------- | -------- | ------ | ------ | ------ | ----- | ------ | ---- | ------- | ------- | ------ | ------ | ------ |
| 2018-2019 | Michigan | 37     | 37     | 29,6   | 46,2  | 39,2   | 77,3 | 5,43    | 0,84    | 0,70   | 0,49   | 14,81  |
| Carrière  | Carrière | 37     | 37     | 29,6   | 46,2  | 39,2   | 77,3 | 5,43    | 0,84    | 0,70   | 0,49   | 14,81  |

### Professionnelles

#### Saison régulière
| Saison    | Équipe       | Matchs | Titul. | Min./m | % Tir | % 3pts | % LF  | Rbds/m. | Pass/m. | Int/m. | Ctr/m. | Pts/m. |
| --------- | ------------ | ------ | ------ | ------ | ----- | ------ | ----- | ------- | ------- | ------ | ------ | ------ |
| 2019-2020 | New York     | 9      | 0      | 5,9    | 27,3  | 11,1   | 80,0  | 0,56    | 0,44    | 0,00   | 0,11   | 1,89   |
| 2020-2021 | New York     | 4      | 0      | 1,8    | 0,0   | 0,0    | 100,0 | 0,50    | 0,25    | 0,00   | 0,00   | 0,50   |
| 2020-2021 | Philadelphie | 1      | 0      | 7,9    | 0,0   | 0,0    | 0,0   | 2,00    | 0,00    | 0,00   | 0,00   | 0,00   |
| 2020-2021 | Orlando      | 8      | 0      | 29,3   | 44,3  | 40,7   | 66,7  | 5,10    | 2,00    | 0,50   | 0,40   | 11,10  |
| 2021-2022 | Orlando      | 42     | 1      | 12,8   | 43,1  | 31,0   | 65,6  | 1,70    | 0,90    | 0,20   | 0,10   | 5,00   |
| Total     | Total        | 64     | 1      | 13,1   | 41,6  | 31,5   | 68,6  | 1,90    | 0,90    | 0,20   | 0,10   | 5,00   |

Mise à jour le 4 juillet 2022

## Records sur une rencontre en NBA
Les records personnels d'Iggy Brazdeikis en NBA sont les suivants, :
| Type de statistique        | Saison régulière | Saison régulière          | Saison régulière |
| Type de statistique        | Record           | Adversaire                | Date             |
| -------------------------- | ---------------- | ------------------------- | ---------------- |
| Points                     | 21               | @ 76ers de Philadelphie   | 14 mai 2021      |
| Paniers marqués            | 9                | @ 76ers de Philadelphie   | 14 mai 2021      |
| Paniers tentés             | 16               | Cavaliers de Cleveland    | 5 avril 2022     |
| Paniers à 3 points réussis | 3                | 4 fois                    | 4 fois           |
| Paniers à 3 points tentés  | 7                | 2 fois                    | 2 fois           |
| Lancers francs réussis     | 4                | Hawks d'Atlanta           | 15 décembre 2021 |
| Lancers francs tentés      | 4                | 4 fois                    | 4 fois           |
| Rebonds offensifs          | 3                | 2 fois                    | 2 fois           |
| Rebonds défensifs          | 8                | @ 76ers de Philadelphie   | 16 mai 2021      |
| Rebonds totaux             | 8                | @ 76ers de Philadelphie   | 16 mai 2021      |
| Passes décisives           | 4                | @ 76ers de Philadelphie   | 16 mai 2021      |
| Interceptions              | 2                | @ Pistons de Détroit      | 3 mai 2021       |
| Contres                    | 2                | @ 76ers de Philadelphie   | 14 mai 2021      |
| Balles perdues             | 3                | Timberwolves du Minnesota | 9 mai 2021       |
| Minutes jouées             | 37               | Knicks de New York        | 3 avril 2022     |

- Double-double : 0
- Triple-double : 0

Dernière mise à jour : 18 août 2022

## Vie privée
Iggy est le fils de Diani et Sigitas "Sigis" Brazdeikis. Il a une grande sœur, Ema. Sa deuxième tante, Lina Brazdeikytė, est une joueuse professionnelle de basket-ball qui a remporté l'EuroBasket féminin 1997 avec l'équipe nationale de Lituanie. Sa famille a migré à Chicago avant de déménager à Winnipeg et Etobicoke avant de rejoindre Oakville, Ontario.